# Villafranca del Cid
Villafranca del Cid (hiszp. wym. [biʎaˈfraŋka del ˈθið]), Vilafranca (walenc. wym. [vilaˈfraŋka]) – gmina w Hiszpanii, w prowincji Castellón, we wspólnocie autonomicznej Walencja, o powierzchni 93,85 km². W 2011 roku liczyła 2494 mieszkańców.